# Konkomba (peuple)
Pour les articles homonymes, voir Konkomba.

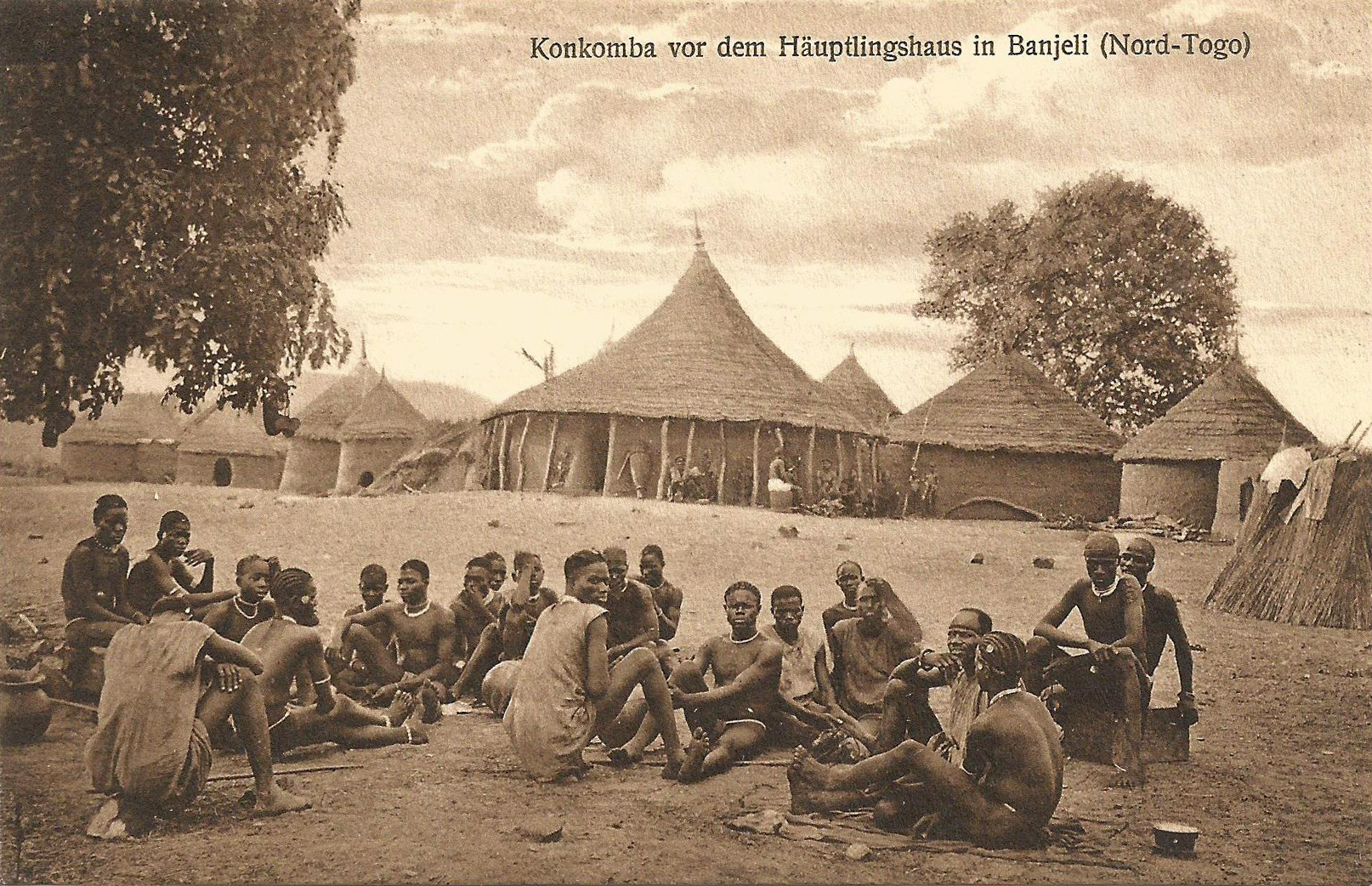
Konkomba devant la case du chef à Bandjéli (nord du Togo, à l'ère du protectorat allemand).

Les Konkomba sont une population d'Afrique de l'Ouest vivant principalement au Ghana, également au Togo et au  Burkina Faso. 

## Ethnonymie
Selon les sources et le contexte, on observe plusieurs formes : Kokomba, Komba, Konkombas, BIKPAKPAM, Konko, Kpankpama, Kpunkpamba, Mokwamba.

## Langue
Leur langue est le konkomba, likpakpan, une langue oti-volta. Le nombre total de locuteurs est estimé à plus d'un demi-million, dont 500 000 au Ghana (2003) et 50 100 au Togo (1991).